# Lista de primeiros-ministros do Haiti
O Primeiro-ministro do Haiti (em francês:  Premier ministre d'Haïti) é o chefe de governo do Haiti. O cargo foi criado pela Constituição de 1987. Anteriormente, todo o poder executivo era detido pelo presidente ou chefe de Estado, que nomeava e presidia o Conselho de Ministros. O cargo é atualmente ocupado por Alix Didier Fils-Aimé, tendo sido empossado como primeiro-ministro a 10 de novembro de 2024.

## Nomeação
O primeiro-ministro é nomeado pelo presidente e ratificado pela Assembleia Nacional.

## Deveres e poderes
O primeiro-ministro nomeia os ministros e secretários de Estado, consultando o presidente, e dirige-se à Assembleia Nacional para obter um voto de confiança para a sua declaração de política geral. O primeiro-ministro faz cumprir as leis e, juntamente com o presidente, é responsável pela defesa nacional. Além disso, o primeiro-ministro supervisiona a Comissão Nacional de Compras Governamentais (CNMP), um órgão descentralizado.

## Primeiros-Ministros do Haiti (1988-Presente)
| #                                                           | Foto | Nome                        | Início do mandato       | Fim do mandato          | Título(s)                                                                          |
| ----------------------------------------------------------- | ---- | --------------------------- | ----------------------- | ----------------------- | ---------------------------------------------------------------------------------- |
| 1                                                           |      | Martial Célestin            | 9 de fevereiro de 1988  | 20 de junho de 1988     | Primeiro-ministro                                                                  |
| Posto abolido (20 de junho de 1988-13 de fevereiro de 1991) |      |                             |                         |                         |                                                                                    |
| 2                                                           |      | René Préval                 | 13 de fevereiro de 1991 | 11 de outubro de 1991   | Primeiro-ministro                                                                  |
| —                                                           |      | Jean-Jacques Honorat        | 11 de outubro de 1991   | 19 de junho de 1992     | Primeiro-ministro Interino                                                         |
| 3                                                           |      | Marc Bazin                  | 19 de junho de 1992     | 30 de agosto de 1993    | Primeiro-ministro                                                                  |
| 4                                                           |      | Robert Malval               | 30 de agosto de 1993    | 8 de novembro de 1994   | Primeiro-ministro                                                                  |
| 5                                                           |      | Smarck Michel               | 8 de novembro de 1994   | 7 de novembro de 1995   | Primeiro-ministro                                                                  |
| 6                                                           |      | Claudette Werleigh          | 7 de novembro de 1995   | 27 de fevereiro de 1996 | Primeira-ministra                                                                  |
| 7                                                           |      | Rosny Smarth                | 27 de fevereiro de 1996 | 20 de outubro de 1997   | Primeiro-ministro                                                                  |
| Vago (21 de outubro de 1997-26 de março de 1999)            |      |                             |                         |                         |                                                                                    |
| 8                                                           |      | Jacques-Édouard Alexis      | 26 de março de 1999     | 2 de março de 2001      | Primeiro-ministro                                                                  |
| 9                                                           |      | Jean Marie Chérestal        | 2 de março de 2001      | 15 de março de 2002     | Primeiro-ministro                                                                  |
| 10                                                          |      | Yvon Neptune                | 15 de março de 2002     | 12 de setembro de 2004  | Primeiro-ministro                                                                  |
| 11                                                          |      | Gérard Latortue             | 12 de setembro de 2004  | 9 de junho de 2006      | Primeiro-ministro                                                                  |
| —                                                           |      | Henri Bazin                 | 23 de maio de 2006      | 9 de junho de 2006      | Primeiro-ministro interino                                                         |
| 12                                                          |      | Jacques-Édouard Alexis      | 9 de junho de 2006      | 5 de setembro de 2008   | Primeiro-ministro                                                                  |
| 13                                                          |      | Michèle Pierre-Louis        | 5 de setembro de 2008   | 11 de novembro de 2009  | Primeira-ministra                                                                  |
| 14                                                          |      | Jean-Max Bellerive          | 11 de novembro de 2009  | 18 de outubro de 2011   | Primeiro-ministro                                                                  |
| 15                                                          |      | Garry Conille               | 18 de outubro de 2011   | 16 de maio de 2012      | Primeiro-ministro                                                                  |
| 16                                                          |      | Laurent Lamothe             | 16 de maio de 2012      | 20 de dezembro de 2014  | Primeiro-ministro                                                                  |
| —                                                           |      | Florence Duperval Guillaume | 20 de dezembro de 2014  | 16 de janeiro de 2015   | Primeira-ministra interina                                                         |
| 17                                                          |      | Evans Paul                  | 16 de janeiro de 2015   | 26 de fevereiro de 2016 | Primeiro-ministro                                                                  |
| 18                                                          |      | Fritz Jean                  | 26 de fevereiro de 2016 | 28 de março de 2016     | Primeiro-ministro                                                                  |
| 19                                                          |      | Enex Jean-Charles           | 28 de março de 2016     | 21 de março de 2017     | Primeiro-ministro                                                                  |
| 20                                                          |      | Jack Guy Lafontant          | 21 de março de 2017     | 17 de setembro de 2018  | Primeiro-ministro                                                                  |
| 21                                                          |      | Jean-Henry Céant            | 17 de setembro de 2018  | 21 de março de 2019     | Primeiro-ministro                                                                  |
| —                                                           |      | Jean-Michel Lapin           | 21 de março de 2019     | 4 de março de 2020      | Primeiro-ministro interino                                                         |
| 22                                                          |      | Joseph Jouthe               | 4 de março de 2020      | 14 de abril de 2021     | Primeiro-ministro                                                                  |
| —                                                           |      | Claude Joseph               | 14 de abril de 2021     | 19 de julho de 2021     | Primeiro-ministro interino                                                         |
| 23                                                          |      | Ariel Henry                 | 20 de julho de 2021     | 24 de abril de 2024     | Primeiro-ministro                                                                  |
| —                                                           |      | Michel Patrick Boisvert     | 25 de fevereiro de 2024 | 3 de junho de 2024      | Primeiro-ministro interino (atuando junto com Ariel Henry até 24 de abril de 2024) |
| 24                                                          |      | Garry Conille               | 3 de junho de 2024      | 10 de novembro de 2024  | Primeiro-ministro                                                                  |
| 25                                                          |      | Alix Didier Fils-Aimé       | 10 de novembro de 2024  | presente                | Primeiro-ministro                                                                  |